# Ich bin wie du
«Ich bin wie du» (lit. “Yo soy como tú”) es una canción interpretada por la cantautora alemana Marianne Rosenberg. Fue publicada el 27 de octubre de 1975 como el segundo y último sencillo de su quinto álbum de estudio del mismo nombre.

## Antecedentes
«Ich bin wie du», fue escrita por el productor Joachim Heider y el compositor Gregor Rottschalk, bajo el seudónimo de Christian Heilburg. El sencillo fue menos bien recibido en su país de origen, Alemania, que su predecesor «Er gehört zu mir» (con el que participó en la preselección para el Festival de la Canción de Eurovisión 1975) y el sencillo de seguimiento «Lieder der Nacht», los cuales alcanzaron el séptimo y sexto lugar, respectivamente. «Ich bin wie du», por su parte, no pasó del decimoctavo puesto. La canción resultó ser más popular en el área de lengua holandesa.

## Posicionamiento

### Gráfica semanal
| Gráfica (1975–76)                       | Pico de posición |
| --------------------------------------- | ---------------- |
| Alemania (Official German Charts)       | 18               |
| Bélgica (Flandes) (Ultratop 50 Singles) | 1                |
| Bélgica (Valonia) (Ultratop 50 Singles) | 44               |
| Países Bajos (Nederlandse Top 40)       | 2                |
| Países Bajos (Single Top 100)           | 2                |

### Gráfica de fin de año
| Gráfica (1976)                          | Pico de posición |
| --------------------------------------- | ---------------- |
| Bélgica (Flandes) (Ultratop 50 Singles) | 19               |
| Países Bajos (Nederlandse Top 40)       | 22               |
| Países Bajos (Single Top 100)           | 23               |